# 新仓镇 (太湖县)
新仓镇，是中华人民共和国安徽省安庆市太湖县下辖的一个乡镇级行政单位。

## 行政区划
新仓镇下辖以下地区：
沙坝村、金鸡村、花园村、惠民村、同兴村、鸣山村、富山村、转桥村、塔山村、黄岭村、龙林村、新仓村、团湖村、茗北村、牌楼村和香茗山村。